# Пелтола, Юкка
Юкка Пелтола (фин. Jukka Peltola; род. 26 августа 1987, Тампере, Хяме) — финский профессиональный хоккеист, нападающий. Игрок сборной Финляндии по хоккею и клуба Таппара .

## Биография
Родился 26 августа 1987 года в городе Тампере, Финляндия. Воспитанник хоккейного клуба «Таппара», выступал за молодёжную команду клуба в юниорском чемпионате Финляндии. В 2006 году дебютировал в высшей лиге страны. Выступает за клуб с 2006 года, на 2017 год провёл 11 сезонов, сыграл 503 матча, забросил 74 шайбы и отдал 125 голевых передач. Капитан команды с 2014 года. В составе клуба — бронзовый призёр 2008 года, трёхкратный серебряный призёр 2013, 2014 и 2015 года, двукратный чемпион Финляндии 2016 и 2017 года.
В 2016 году сыграл 3 матча на Европейском хоккейном туре за команду Финляндии. В 2018 году дебютировал за сборную в официальных матчах на Олимпийских играх в Пхёнчхане.. 27 апреля 2018 года подписал контракт с российским клубом «Сибирь».